# Hoher Hahn (Šluknovská pahorkatina, 445 m)
Hoher Hahn (hornolužickosrbsky Honak, česky doslovně Vysoký kohout) je vrch o nadmořské výšce 445 m nacházející se na území obce Schmölln-Putzkau (místní část Tröbigau) v zemském okrese Budyšín v Sasku.

## Charakteristika
Vrch leží v německé části Šluknovské pahorkatiny (Lausitzer Bergland) a její mesogeochoře Severní hornolužická vrchovina (Nördliches Oberlausitzer Bergland). Při severním úpatí končí Šluknovská pahorkatina a začíná Západolužická pahorkatina a vrchovina. Geologické podloží tvoří hybridní dvojslídý granodiorit. Půdní pokryv představuje podzolová kambizem, kterou na severním svahu doplňuje glej až koluvizem a parakambizem. Jižní svahy odvodňuje Wesenitz, severně od vrcholu pak pramení Hoyerswerdaer Schwarzwasser. Celý vrch tak náleží k povodí Labe a k úmoří Severního moře. Většinu vrchu pokrývá převážně jehličnatý les. Vrch leží v chráněné krajinné oblasti Oberlausitzer Bergland.
Přes východní svah vedou červená, zelená a modrá turistická stezka. Na severozápadním svahu se nachází zaniklý kamenolom nazývaný Opitzbruch.